# Чемпрес
{{automatic taxobox
| name = Чемпрес
| image = Med Cypress.jpg
| image_width = 250п
| image_caption = 
| taxon = Cupressus
| authority = 
| subdivision_ranks = врсте
| subdivision = 
-{Cupressus cashmeriana

Cupressus chengiana

Cupressus duclouxiana

Cupressus dupreziana

Cupressus atlantica
    (C. dupreziana var. atlantica)

Cupressus funebris

Cupressus gigantea 

Cupressus sempervirens 

Cupressus torulosa

Cupressus arizonica
    (Callitropsis arizonica)

Cupressus bakeri
    (Callitropsis bakeri)

Cupressus goveniana
    (Callitropsis goveniana)

Cupressus guadalupensis
    (Callitropsis guadalupensis)

Cupressus lusitanica
    (Callitropsis lusitanica)

Cupressus macnabiana
    (Callitropsis macnabiana)

Cupressus macrocarpa
    (Callitropsis macrocarpa)

Cupressus sargentii
     (Callitropsis sargentii)}-

}}
Чемпрес, заједничко име рода Cupressus, је дрво које обично расте у топлим крајевима, брзо се развија и може досећи висину од око 20 m, са приближним пречником стабла од око 60 cm. Чемпрес је један од неколико родова зимзелених четинара из породице Cupressaceae. Сматра се полифилетском групом. На основу генетске и морфолошке анализе, род Cupressus се налази у потпородици Cupressoideae. Уобичајени назив „чемпрес” настао је преко старофранцуског cipres од лат. cyparissus, што је латинизација грчког κυπάρισσος (kypárissos).
У источној и јужној Африци, као и на Новом Зеланду, чемпрес се узгаја у комерцијалне сврхе. Одређене врсте чемпреса су популарне као орнаментално дрво за паркове и вртове широм Европе, а у Азији поред будистичких храмова. Породица Cupressaceae се назива породица Чемпреса.

## Таксономија
Дуго је постојала знатна неизвесност у вези са припадницима рода Cupressus из Новог света, са неколико студија које су откриле да они формирају различиту кладу од чланова Старог света. Молекуларна студија из 2021. године показала је да је Cupressus сестрински род Juniperus, док је утврђено да су западни чланови (класификовани у Callitropsis и Hesperocyparis) сестре Xanthocyparis.

## Дистрибуција
Како се тренутно третирају, ови чемпреси су пореклом из раштрканих локалитета у углавном топлим умереним регионима на северној хемисфери, укључујући западну Северну Америку, Централну Америку, северозападну Африку, Блиски исток, Хималаје, јужну Кину и северни Вијетнам. Као и код других четинара, екстензивна култивација је довела до широког спектра облика, величина и боја, које се узгајају у парковима и баштама широм света.

## Врсте
Број врста признатих у оквиру овог рода оштро варира, од 16 до 25 или више у зависности од референтног ауторитета, јер је већина популација мала и изолована, а тешко је утврдити да ли је неопходно приписати специфичан, субспецифичан или варијететни ранг. Тренутне тенденције су да се смањи број признатих врста; када се усвоји концепт уских врста, варијетети уврштени у доњу листу могу се такође прихватити као посебне врсте. Погледајте и врсте Новог света (испод) за могуће будуће поделе у рода.

### Врсте старог света
Чемпреси Старог света обично имају шишарке са више љуски (8–14 љуски, ретко 6 код C. funebris), свака љуска са кратким широким гребеном, а не шиљком. C. sempervirens је типска врста рода која дефинише назив Cupressus. Они су у блиско сродни са Juniperus, и у мањој мери са врстама Новог света, са изузетком вијетнамског златног чемпреса, који је ближи врстама Новог света.
| Слика | Шишарка | Име                                                      | Устаљено име                                    | Дистрибуција |
| ----- | ------- | -------------------------------------------------------- | ----------------------------------------------- | --- |
|       |         | Cupressus atlantica                                      | Moroccan cypress                                | западни Мароко. |
|       |         | Cupressus cashmeriana                                    | Bhutan cypress                                  | источни Хималаји у Бутану и суседна подручја Аруначал Прадеша у североисточној Индији |
|       |         | Cupressus chengiana                                      | Ченгов чемпрес                                  | Провинције Гансу и Сечуан, Кина |
|       |         | Cupressus duclouxiana (син: Cupressus austrotibetica)    | Јунански чемпрес, јужнотибетски чемпрес         | Јунан и Сечуан, Кина |
|       |         | Cupressus dupreziana                                     | Сахарски чемпрес                                | југоисточни Алжир |
|       |         | Cupressus funebris                                       | Кинески плачући чемпрес                         | југозападна и централна Кина |
|       |         | Cupressus gigantea                                       | Тибетански чемпрес                              | Југоисточни Тибет-Кина |
|       |         | Cupressus sempervirens                                   | Средоземни чемпрес, типска врста                | североисточна Либија, јужна Албанија, приморска Бугарска, јужна приморска Хрватска, јужна Црна Гора, јужна Босна и Херцеговина, јужна Грчка, јужна Турска, Кипар, северни Египат, западна Сирија, Либан, Малта, Италија, Израел, западни Јордан и Иран |
|       |         | Cupressus torulosa (син: Cupressus tonkinensis)          | Тонкинов чемпрес, хималајски чемпрес            | Сечуан у Кини и Вијетнам |
|       |         | Cupressus vietnamensis (син: Xanthocyparis vietnamensis) | Вијетнамски чемпрес, вијетнамски златни чемпрес | Вијетнам |

### Врсте Новог света
Чемпреси Новог света имају тенденцију да имају чешарке са мање љуски (4-8 љуски, ретко више код C. macrocarpa), свака љуска са често истакнутим уским шиљком. Недавни генетски докази показују да су они мање повезани са чемпресима Старог света него што се раније мислило, јер су ближи Xanthocyparis него остатку Cupressus. Ове врсте су недавно пренете у Hesperocyparis и Callitropsis. Врсте Новог света налазе се у маргиналним стаништима са ксеричним земљиштем, и стога показују фрагментиран алопатријски образац дистрибуције. Ова врста дистрибуције резултира непропорционалним локалним обиљем са већином врста ограничених на мале суседне популације.
| Слика | Шишарка | Име                                                                                  | Устаљено име                         | Дистрибуција |
| ----- | ------- | ------------------------------------------------------------------------------------ | ------------------------------------ | --- |
|       |         | Cupressus abramsiana (Cupressus goveniana var. abramsiana; Callitropsis abramsiana;) | Санта Круз чемпрес                   | Санта Круз планине Санта Круз и Сан Матео округа у западно-централногј Калифорнији |
|       |         | Cupressus arizonica (Callitropsis arizonica)                                         | Аризонски чемпрес                    | југозапад Сједињених Држава (Аризона, Јута, југозападни Нови Мексико и јужна Калифорнија, са неколико популација у јужној Невади и на планинама Чисос у западном Тексасу), и у Мексику (Коавила, Нови Леон, Чивава, Сонора, Дуранго, Тамаулипас, Закатекас и северна Доња Калифорнија). |
|       |         | Cupressus bakeri (Callitropsis bakeri)                                               | Модус чемпрес                        | северна Калифорнија и крајњи југозападни Орегон |
|       |         | Cupressus forbesii (Callitropsis forbesii)                                           | Текатни чемпрес                      | Планине Санта Ана у округу Оринџ и у округу Сан Дијего у оквиру јужне Калифорније и у северној држави Доња Калифорнија у Мексику. |
|       |         | Cupressus glabra (Callitropsis glabra)                                               | глатки аризонски чемпрес             | Седона, Аризона |
|       |         | Cupressus goveniana (Callitropsis goveniana)                                         | Говен чемпрес, калифорнијски чемпрес | Округ Монтереј, Калифорнија |
|       |         | Cupressus guadalupensis (Callitropsis guadalupensis)                                 | Гваделупски чемпрес                  | Мексико, налази се само на острву Гуадалупе |
|       |         | Cupressus lusitanica (Callitropsis lusitanica)                                       | Мексички чемпрес                     | Мексико и Централна Америка (Гватемала, Салвадор и Хондурас) |
|       |         | Cupressus macnabiana (Callitropsis macnabiana)                                       | Макнабски чемпрес                    | северна Калифорнија |
|       |         | Cupressus macrocarpa (Callitropsis macrocarpa)                                       | Монтерејски чемпрес                  | Сајпрес Појнт на Пебл Бичу и Појнт Лобос близу Кармела у Калифорнији |
|       |         | Cupressus montana (Callitropsis montana)                                             | Сан Педро Мартир чемпрес             | Мексико: Доња Калифорнија |
|       |         | Cupressus nevadensis (Callitropsis nevadensis)                                       | Пиуте чемпрес                        | Јужна Сијера Невада, унутар округа Керн, Калифорнија и округ Туларе. |
|       |         | Cupressus nootkatensis (син: Xanthocyparis nootkatensis)                             | Нутка чемпрес                        | Острво Ванкувер, Британска Колумбија, Канада |
|       |         | Cupressus pigmaea (Cupressus goveniana var. pigmaea; Callitropsis pigmaea)           | Мендочино чемпрес                    | Окрузи Мендочино и Сонома у северозападној Калифорнији |
|       |         | Cupressus revealiana                                                                 | Ел Ринкон чемпрес                    | Доња Калифорнија у северозападном Мексику |
|       |         | Cupressus sargentii (Callitropsis sargentii)                                         | Сарџент чемпрес                      | Округ Мендочино јужно до округа Санта Барбара у Калифорнији |
|       |         | Cupressus stephensonii (Callitropsis stephensonii)                                   | Кујамака чемпрес                     | Округ Сан Дијего, Калифорнија |

## Алергенски потенцијал
Све биљке из рода Cupressus, укључујући чемпресе Новог Света (сада Callitropsis), су изузетно алергене и имају OPALS ранг алергије од 10. У топлим, медитеранским климама, ове биљке ослобађају велике количине полена отприлике седам месеци сваке године.